# Brigada Simón Bolívar
La Brigada Simón Bolívar (oficialmente Brigada de Voluntarios Simón Bolívar) fue un grupo de voluntarios unidos para luchar en las filas del Frente Sandinista de Liberación Nacional (FSLN) contra la dictadura de Anastasio Somoza Debayle en Nicaragua en la ofensiva final de 1978-1979. Fue organizada desde Bogotá por Nahuel Moreno, reclutando combatientes en varios lugares de América Latina, principalmente en Colombia y Venezuela.

## Historia

### Creación
Oficialmente, la dirección del Partido Socialista de los Trabajadores (PST) colombiano anunció en rueda de prensa la creación de la brigada el 13 de junio de 1979, pero en realidad fue una táctica para distraer, puesto que para el momento del anuncio los primeros combatientes de la brigada se encontraban en proceso de entrenamiento militar en el Frente Sur.
Aunque la brigada fue fundada por trotskistas, dio la bienvenida a combatientes de otras corrientes, a pesar de que la visión de Nahuel Moreno, fue de tendencia trostkista, específicamente en la construcción de partidos y el combate al imperialismo. La mayoría de los voluntarios costeaban sus propios gastos, teniendo algunos apoyos de asociaciones sindicales, gremiales, estudiantiles o políticas, llegando a juntar dinero en la vía pública.
Este episodio ha sido objeto de fuertes polémicas. La gran mayoría de las corrientes morenistas (y Moreno mismo en vida) aseguran que la Brigada Simón Bolívar tuvo una actuación heroica en la Revolución Sandinista, ocupando la ciudad portuaria de Bluefields y promoviendo la conformación de sindicatos independientes del Gobierno somocista, expropiaciones de terratenientes y creación de tribunales populares que sentenciaron a torturadores y militares asesinos. Varios de los voluntarios no solo procedían de Colombia o Venezuela, sino también de Argentina, Perú, Brasil e incluso España.

Logotipo del Partido Socialista de los Trabajadores de Colombia

### Disolución y expulsión
A finales de 1979, Moreno mencionó que la crisis que atravesó Nicaragua no tendría una salida favorable para la población civil, además de proponer una reforma agraria, disolución de la Guardia Nacional, disolución del parlamento y romper canales de comunicación con "fuerzas imperialistas", así como libertad de todos los presos políticos y retorno de los exiliados. Este fue el inicio de las tensiones entre el nuevo gobierno y la brigada. La Brigada Simón Bolívar fue finalmente expulsada de Nicaragua por el gobierno sandinista, siendo entregados sus miembros a la policía panameña del general Omar Torrijos, que los torturó.
Las organizaciones alineadas con Ernest Mandel, que en aquel momento formaban parte junto a Moreno de la misma organización internacional, apoyaron al FLSN, generando así una ruptura entre ambas tendencias. En el marco de esta disputa, el sector colombiano lanzó denuncias con el fin de descalificar el accionar de la Brigada Simón Bolívar, que fueron luego reproducidas por otras corrientes.